# تارا کنینگهام
تارا کنینگهام (انگلیسی: Tara Cunningham؛ زادهٔ ۱۰ مهٔ ۱۹۷۲) وزنه‌بردار اهل ایالات متحده آمریکا بود.
وی در مسابقات کشوری و بین‌المللی در مجموع برندهٔ ۳ مدال طلا شده‌است.